# Santa María del Monte de Cea
Santa María del Monte de Cea è un comune spagnolo di 359 abitanti situato nella comunità autonoma di Castiglia e León.